# عبدالله بن عبدالملک
عبدالله بن عبدالملک (Ἀβδελᾶς؛ حدود ۶۷۷ – ۷۴۹/۷۵۰) فرمانروای مصر در دوران خلافت اموی بود.
به گفته یعقوبی مورخ عرب، عبدالله بن عبدالملک توسط سفاح اولین خلیفه عباسی در حیره در سال ۷۴۹/۵۰ به صلیب کشیده شد.